# Svjetlucava zvjezdoglavka
Svjetlucava zvjezdoglavka (lat. Scabiosa lucida) vrsta je cvjetnica iz porodice kozokrvnica (Caprifoliaceae).

## Taksonomija
Scabiosa lucida sadrži sljedeće podvrste:
- Scabiosa lucida stricta
- Scabiosa lucida lucida
- Scabiosa lucida pseudobanatica